# Liézey
Liézey és un municipi francès, situat al departament dels Vosges i a la regió del Gran Est. L'any 2007 tenia 288 habitants.

## Demografia

### Població
El 2007 la població de fet de Liézey era de 288 persones. Hi havia 126 famílies, de les quals 36 eren unipersonals (32 homes vivint sols i 4 dones vivint soles), 41 parelles sense fills, 37 parelles amb fills i 12 famílies monoparentals amb fills.
La població ha evolucionat segons el següent gràfic:
Habitants censats

### Habitatges
El 2007 hi havia 242 habitatges, 125 eren l'habitatge principal de la família, 111 eren segones residències i 6 estaven desocupats. 222 eren cases i 20 eren apartaments. Dels 125 habitatges principals, 105 estaven ocupats pels seus propietaris, 15 estaven llogats i ocupats pels llogaters i 4 estaven cedits a títol gratuït; 1 tenia una cambra, 3 en tenien dues, 10 en tenien tres, 22 en tenien quatre i 88 en tenien cinc o més. 116 habitatges disposaven pel capbaix d'una plaça de pàrquing. A 54 habitatges hi havia un automòbil i a 63 n'hi havia dos o més.

### Piràmide de població
La piràmide de població per edats i sexe el 2009 era:
| Homes | Edats   | Dones |
| ----- | ------- | ----- |
| 0     | 95 o +  | 0     |
| 0     | 90 a 94 | 0     |
| 0     | 85 a 89 | 4     |
| 4     | 80 a 84 | 4     |
| 4     | 75 a 79 | 4     |
| 8     | 70 a 74 | 0     |
| 12    | 65 a 69 | 12    |
| 12    | 60 a 64 | 4     |
| 0     | 55 a 59 | 8     |
| 16    | 50 a 54 | 4     |
| 16    | 45 a 49 | 16    |
| 20    | 40 a 44 | 16    |
| 8     | 35 a 39 | 12    |
| 4     | 30 a 34 | 4     |
| 16    | 25 a 29 | 16    |
| 12    | 20 a 24 | 0     |
| 8     | 15 a 19 | 8     |
| 20    | 10 a 14 | 12    |
| 12    | 5 a 9   | 24    |
| 8     | 0 a 4   | 8     |

## Economia
El 2007 la població en edat de treballar era de 199 persones, 148 eren actives i 51 eren inactives. De les 148 persones actives 133 estaven ocupades (74 homes i 59 dones) i 15 estaven aturades (10 homes i 5 dones). De les 51 persones inactives 26 estaven jubilades, 13 estaven estudiant i 12 estaven classificades com a «altres inactius».

### Ingressos
El 2009 a Liézey hi havia 126 unitats fiscals que integraven 296,5 persones, la mediana anual d'ingressos fiscals per persona era de 19.191 €.

### Activitats econòmiques
Dels 16 establiments que hi havia el 2007, 1 era d'una empresa extractiva, 1 d'una empresa de fabricació d'altres productes industrials, 1 d'una empresa de construcció, 2 d'empreses de comerç i reparació d'automòbils, 2 d'empreses d'hostatgeria i restauració, 1 d'una empresa financera, 2 d'empreses immobiliàries, 1 d'una empresa de serveis, 4 d'entitats de l'administració pública i 1 d'una empresa classificada com a «altres activitats de serveis».
Dels 3 establiments de servei als particulars que hi havia el 2009, 1 era una fusteria, 1 restaurant i 1 agència immobiliària.
L'any 2000 a Liézey hi havia 7 explotacions agrícoles.

## Equipaments sanitaris i escolars
El 2009 hi havia una escola elemental integrada dins d'un grup escolar amb les comunes properes formant una escola dispersa.

## Poblacions més properes
El següent diagrama mostra les poblacions més properes.